# Saint-Germain-de-Calberte
Saint-Germain-de-Calberte (okzitanisch Sent German de Calbèrta) ist ein Ort und eine südfranzösische Gemeinde mit 477 Einwohnern (Stand 1. Januar 2022) im Département Lozère in der Region Okzitanien. Die Gemeinde liegt im Südosten des Nationalparks Cevennen.

## Lage
Der Ort Saint-Germain-de-Calberte liegt auf ca. 500 m Höhe ü. d. M. am Oberlauf des Flusses Gardon in den Cevennen im südlichen Zentralmassiv. Nächstgrößere Stadt ist das etwa 45 km (Fahrtstrecke) südöstlich gelegene Alès.

## Bevölkerungsentwicklung
| Jahr      | 1800 | 1851 | 1901 | 1954 | 1999 | 2013 | 2018 |
| Einwohner | 1669 | 1826 | 1211 | 584  | 485  | 445  | 456  |

Wegen der abgelegenen Lage des Ortes und der zunehmenden Mechanisierung der Landwirtschaft sank die Bevölkerungszahl in der ersten Hälfte des 20. Jahrhunderts kontinuierlich ab.

## Wirtschaft

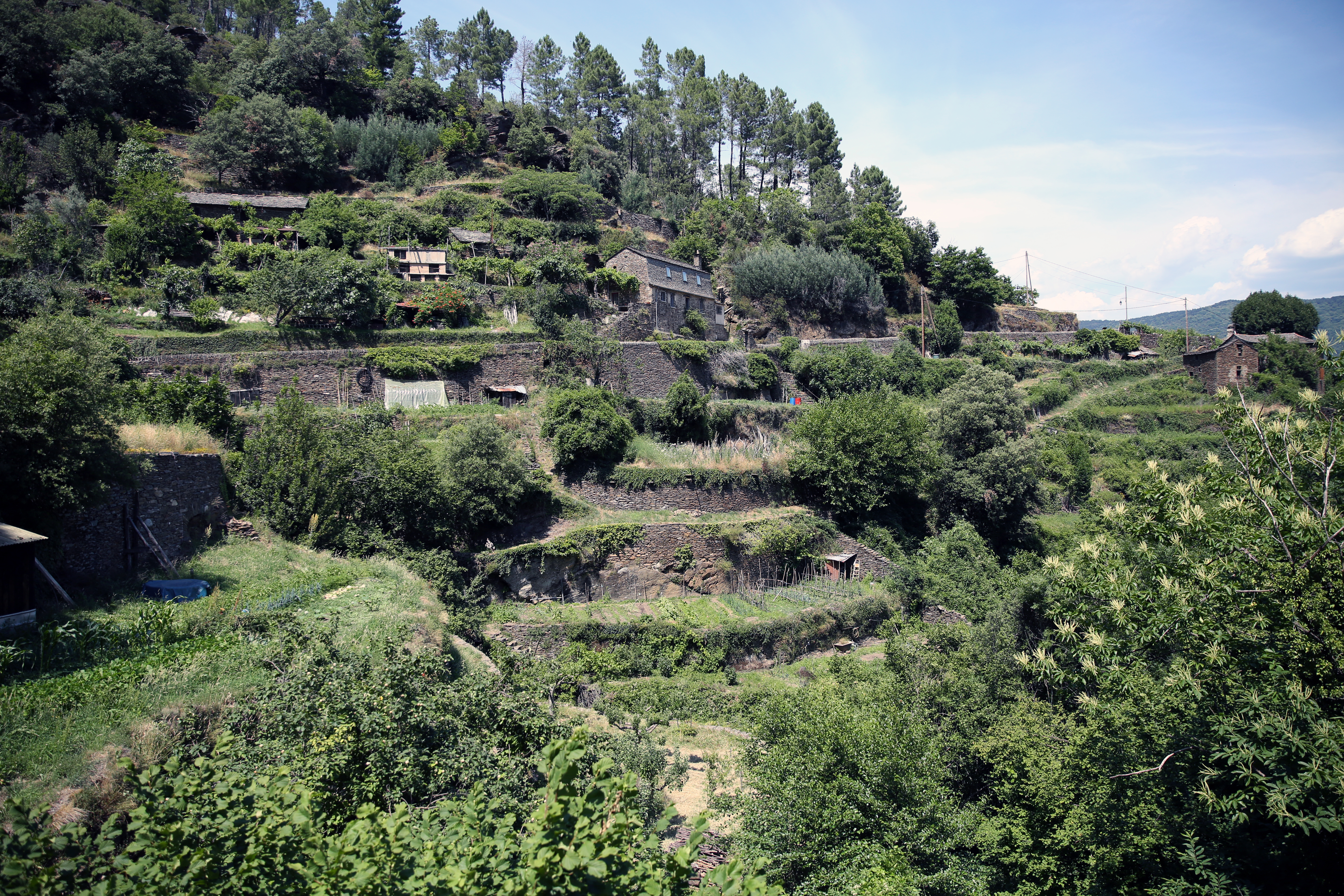
Terrassierte Bergflanken

Jahrhundertelang lebten die Einwohner der Gemeinde zumeist als Selbstversorger von der Landwirtschaft, zu der auch die Viehzucht (Schafe, Ziegen, Rinder, Hühner) gehörte. Noch heute wird auf dem Gemeindegebiet der Pélardon-Käse produziert; auch Esskastanien- und Maulbeerbäume wurden in geschützten Lagen oder auf terrassierten Bergflanken angepflanzt. Im 18. und 19. Jahrhundert florierte die Seidenweberei. Als regionales Wirtschaftszentrum war der Ort auch attraktiv für Kleinhandel, Handwerk und kleinere Dienstleistungsunternehmen. Mittlerweile spielt der Tourismus in Form der Vermietung von Ferienwohnungen (gîtes) eine bedeutende Rolle.

## Geschichte
Aus der Jungsteinzeit haben sich auf dem Gemeindegebiet einige Großsteinmonumente (Menhire und Dolmen) erhalten. Später ließ sich der keltische Stamm der Gabali in der Region nieder. Eine Villa aus römischer Zeit befand sich in Saint-Clément. Dort war auch ein klösterliches Spital angesiedelt, das 1240 bei den Albigenserkreuzzügen völlig zerstört wurde. Im Mittelalter nutzten die Mönche der Abtei von Sauve das Gebiet als Sommerweide für ihre Schafe und Ziegen; später wurde ein Priorat gegründet, welches fortan den Kern für die weitere Entwicklung des Ortes bildete. Nach dem Ende des Albigenserkreuzzugs (1209–1229) war das Gebiet zwischen der französischen Krone und dem Einflussbereich der Bischöfe von Mende umstritten. Das älteste lateinische Dokument stammt aus dem Jahr 1310 und besagt, dass eine monastische Gemeinschaft ein Wohnhaus nordöstlich der Kirche gegründet habe, das zum Kloster Sauve gehörte. 1321 wurde ein kleines Spital im heutigen Dorfkern angelegt. Um 1350 zählte der Ort sieben Haushalte an der oberen Straße. 1362 wurde die Dorfkirche erbaut und der Flecken dehnte sich nach Südosten und zur unteren Straße aus. Im 14. und 15. Jahrhundert sorgten der Hundertjährige Krieg (1337–1453) und die Pest für eine Dezimierung der Bevölkerung.
Nach 1540 wurde auch dieses Dorf von der Reformation erfasst. Ein Tempel, wie die evangelischen Kirchen damals in Abgrenzung zu den katholischen Kirchen hießen, wurde in der Dorfmitte von einem ehemaligen Buchhändler in Genf gebaut, der nach 1660 weitgehend zerstört wurde, als die Unruhen und Kriege zwischen Protestanten und Katholiken begannen. Es gab damals 623 Protestanten und 80 Katholiken im Ort. Auf königlichen Befehl wurden die umliegenden Weiler und Höfe zerstört und deren Bewohner im von Soldaten «beschützten» Dorf untergebracht. 1687 gründete François Langlade, der Abt von Chayla, hier ein Seminar, das bis zu achtzig Internatsschüler umfasste. Er verbreitete von da aus seinen Einfluss und führte seine Inspektionen in den Cevennen durch. Am 27. Juli 1702 wurde der in seinem Heimatort Le Pont-de-Montvert ermordete Abt, Inspektor und Pfarrer in der Dorfkirche beigesetzt. Am 1. Januar 1703 wurde das Dorf von den Kamisarden angegriffen, einige Häuser angezündet, aber sie konnten zurückgeschlagen werden. 1713 wurde eine Markthalle gebaut, 1714 konnte das Krankenhaus dank Mitteln der Marquise de Portes renoviert und vergrößert werden.
Nach der Französischen Revolution wurde die katholische Kirche 1792 zuerst in eine Salpeteranlage und dann in einen Club umgewandelt. Der Glockenturm wurde abgerissen und die Kircheneinrichtung weitgehend verbrannt. Saint-Germain-de-Calberte wurde Hauptort eines Kantons, der die Gemeinden Saint-Germain, Saint-André-de-Lancize und Saint-Martin-de-Lansuscle umfasste, und erhielt den Namen Côte libre. Die Mauern der Burgen von Cadoine und de la Bruyère wurden abgerissen. 1825 wurde ein neuer evangelischer Tempel errichtet, 1830 erhielt das Dorf einen öffentlichen Brunnen mit Bassin neben der Kirche. 1840 wurde in der Seidenspinnerei eine Dampfmaschine installiert. Um 1845 zählte das Dorf mit ungefähr 2.000 Bewohnern am meisten Leute, und zehn Mühlen waren im Tal des Gardon von Saint-André-de-Lancize in Betrieb. Ab 1880 setzte die Abwanderung ein, und es verblieben später nur noch 324 Personen im Dorf, 50 in Bastide, 40 in Cadoine und 38 in Liquière. Auf den Bergen gab es nur vereinzelt Laubbäume, jedoch noch keine Nadelhölzer. 1880 und 1905 wurden die Straßen so angelegt, dass der Ort zum Kreuzungspunkt wurde. Das Gemeindehaus mit Friedensgericht ersetzte das Postbüro, und der Friedhof wurde außerhalb des Dorfs angelegt. 1901 erhielt die Kirche einen neuen Glockenturm.

## Sehenswürdigkeiten
- Die Pfarrkirche Saint-Germain geht in ihrem Ursprung auf das 14./15. Jahrhundert zurück; aus dieser Zeit stammt noch das Portal mit einigen Blattkapitellen. Später wurde sie jedoch wiederholt umgebaut – zuletzt im Jahr 1901 mit dem Neubau des Glockenturms. Der Kirchenbau ist seit 1984 als Monument historique anerkannt.[2] Die Ausstattung wurde bis auf die Kanzel (chaire) in den Revolutionsjahren zerstört.
- Im Ort steht die Skulptur des Homme Cevenol, die an die regionalen Traditionen des Bauens mit unbearbeiteten Natursteinen erinnern soll. Viele Häuser sind zwar heute verputzt, aber mit Steinschindeln (lauzes) gedeckt.
- Das in seinem Ursprung auf das 11. Jahrhundert zurückgehende Château de Calberte (44° 13′ 35″ N, 3° 49′ 0″ O) erhebt sich auf einer von dichtem Wald umschlossenen Anhöhe circa eineinhalb Kilometer nordöstlich des Ortes. Die Anlage wurde jedoch in der Folgezeit mehrfach von ihren jeweiligen Besitzern erweitert, aber im 15. Jahrhundert aufgegeben. Aus dem sich anschließenden Dornröschenschlaf wurde es erst im Jahr 1963 geweckt, als der neue Eigentümer, ein Goldschmied, Restaurierungsmaßnahmen einleitete und die Burg für Ausstellungen öffnete.

## Persönlichkeiten
- Pierre-Frédéric Larguier des Bancels (1738–1811), französisch-schweizerischer Kaufmann, Sklavenhändler und Plantagenbesitzer
- Antoine-Frédéric Larguier des Bancels (1769–1800), Kaufmann, Reeder und Sklavenhändler